# Monturerna
Monturerna är en kampanjmodul till Drakar och Demoner, utgiven 1989. Modulen handlar om ögruppen Monturerna, belägen långt väster om kontinenten Ereb. Öarna befolkades ursprungligen av en landsflyktig adelsman från Kardien på fastlandet tillsammans med några hundra familjer från politiska minoriteter. Kampanjmodulen beskriver öarna, huvudstaden Timor, politiken, det religiösa förtrycket, några byar och ett antal spelledarpersoner.
Kampanjmodulen var den första som Äventyrsspel publicerade efter att Anders Blixt lämnat företaget, och präglades av viss förvirring i redaktörsarbetet. Den var Jonas Lindbloms första modulförfattaruppdrag, efter att ha gjort en tidigare översättning. Han skrev den tillsammans med Leif Eriksson, vars namn dock föll bort från försättsbladet.